# K3b
A K3b a KDE CD- és DVD-író alkalmazása Linux és Unix-szerű operációs rendszerekre. A 2.0 változattól kezdve blu-ray lemezek írását is támogatja. Beépített audiolejátszó is található benne. Ezen felül támogatja a CD-k újraírását és túlírását, VideoCD és SVCD írását MPEG videofájlokból, de az audio CD-k kiolvasását is lehetővé teszi. Grafikus felületen hozhatunk létre adat- vagy audiolemezeket, vagy akár közvetlenül is másolhatunk lemezről lemezre.

## Felhasználói felület
A programot Qt-ben fejlesztették és a felhasználói felülete erősen hasonlít a KDE-s alkalmazásokéra.

## Külső hivatkozások
- A K3b honlapja (angol nyelvű)

1. ↑  https://invent.kde.org/multimedia/k3b/-/tags/v24.12.0